# Khariar
Khariar là một thị xã và là nơi đặt ủy ban khu vực quy hoạch (notified area committee) của quận Nuapada thuộc bang Orissa, Ấn Độ.

## Nhân khẩu
Theo điều tra dân số năm 2001 của Ấn Độ, Khariar có dân số 13.402 người. Phái nam chiếm 51% tổng số dân và phái nữ chiếm 49%. Khariar có tỷ lệ 62% biết đọc biết viết, cao hơn tỷ lệ trung bình toàn quốc là 59,5%: tỷ lệ cho phái nam là 72%, và tỷ lệ cho phái nữ là 52%. Tại Khariar, 13% dân số nhỏ hơn 6 tuổi.